# أبوسوم هاندلي الضئيل
أبوسوم هاندلي الضئيل (الاسم العلمي:Marmosops handleyi)، هو نوع من الأبوسوم يتواجد في كولومبيا.